# Superheterodynmodtager
Superheterodynmodtageren (dens fulde navn er 'supersonisk heterodynmodtager') blev opfundet af Edwin Armstrong i 1918. Supersonisk står for at radiosignalets og oscillatorsignalets frekvens er over menneskets højeste hørbare frekvens (typisk 16-20 KHz). Heterodyn er anvendelse af signalbehandlingen signalblanding.
Superheterodynprincippet anvendt i en radioforsats, tillader at visse designproblemer løses. Ved forkerte designvalg kan der dog indføres nye problemer.

## Teknisk
Superheterodynmodtageren bevirker, at den ønskede radiokanals bærebølge og modulationsindhold konverteres til et konstant lavere frekvensinterval med en båndbredde som den oprindelige radiokanal. Dette er den store fordel ved denne type af radioforsats. Normalt er radiokanalens bærebølge konverteret til midten af frekvensintervallet og denne frekvens kaldes mellemfrekvensen (MF).
Det resulterer i at flere kredsløbsblokke og mange kritiske komponenter kan arbejde ved den normalt lavere mellemfrekvens. I andre radioforsatstyper som f.eks. retmodtageren skal demodulator, filtre og forstærkertrin arbejde ved variable høje frekvenser, hvilket gør det vanskeligere at opnå god selektivitet og sporing.
Konverteringen foretages af en mikser, der som input får et grovfiltreret radioantennesignal og et oscillatorsignal.
Grovfiltreringen foretages i højfrekvensfilteret (og evt. forstærker) (eng. RF- og da. HF-) og herudover kan der forstærkes i mindre omfang, så tab i grovfilteret og mikseren netop modvirkes/ophæves. Outputtet fra grovfilteret er som regel adskillige kanaler.
Mikseren ganger bogstaveligt de 2 signaler over tid sammen og resultatet er både frekvenssummen og frekvensdifferensen af de 2 signalers frekvenser:
- MF=HF-OSC
- MF=HF+OSC

Haves MF og OSC kan HF udregnes:
- HF=MF+OSC
- HF=MF-OSC

Det kan matematisk bevises, at 2 sinuskurver ganget sammen resulterer i summen af 2 sinuskurver, som frekvensmæssigt netop er sum og differens.

## Taleksempel
Er det ønskede signal på f.eks. 100 MHz og mellemfrekvensen på 10 MHz kan oscillatoren vælges til at være på 90 eller 110 MHz, da både sum og differens kan anvendes. I dette eksempel vælges 90 MHz som oscillatorsignal.
Med disse valg er der faktisk 2 modtagelsesmuligheder:
- HF=MF+OSC, HF=10+90=100 MHz
- HF=MF-OSC, HF=10-90=-80 MHz (minustegnet betyder blot at signalfasen er vendt 180°)

Grovfilteret formål er nu at lade 100 MHz signalet passere og dæmpe 80 MHz tilstrækkeligt. Med de nævnte talværdier kaldes et evt. signal på 80 MHz for spejlsignalet. Hvor godt spejlsignalet er dæmpet, kaldes spejlselektiviteten. Følgende er en af superheterodynmodtagerens ulemper, nemlig hvis en eller begge designvalg; mellemfrekvensvalg eller grovfiltervalg, ikke er godt nok til formålet.
Efter mikseren sendes det nedblandede signal med adskillige kanaler ind i mellemfrekvensfilteret, hvor dette filter lader den ønskede kanal lige omkring 10 MHz passere og dæmper andre eventuelle signaler udenfor.

## Dobbeltsuper
I nogle situationer kan det faktisk være en fordel at nedblande endnu engang til f.eks. 500 kHz. Grunden kan være, at det f.eks. er billigere at købe et smalt filter til 2. mellemfrekvens og så anvende et bredere til første mellemfrekvens. Altså slipper man flere kanaler igennem første mellemfrekvens for senere at fjerne dem, undtagen den ønskede kanal. Evnen til at sortere uønskede nabokanaler fra kaldes naboselektivitet.
Med disse valg er der igen 2 nedblandingsmuligheder:
- OSC2=MF2-MF, OSC2=0,5-10=-9,5 MHz
- OSC2=MF2+MF, OSC2=0,5+10=10,5 MHz

En superheterodynmodtager med 2 nedblandinger kaldes en dobbeltsuper, og udnytter principperne om at en høj mellemfrekvens giver en god spejlselektivitet, og en lav mellemfrekvens giver en god naboselektivitet.
Efter første mellemfrekvens (for enkeltsuperen) eller efter 2. mellemfrekvens (dobbeltsuperen) forstærkes signalet. Herefter følger detektoren, som demodulerer signalet – det er typisk en AM-detektor eller FM-detektor.

## Oscillatorvalg
En af superheterodynmodtagerens ulemper er, at "de tilføjede" kredsløbsblokke oscillatoren og mikseren har stor indflydelse på modtagerens kvalitet, men det opvejes i langt de fleste tilfælde af den opnåelige reproducerbare selektivitet og de økonomiske fordele.
Kravet til oscillatoren er, at den er:
1. Langtidsstabil, klimastabil – ellers vil den station man lytter til glide langsomt væk.
2. Har lav støj og lav forvrængning, ellers vil specielt stærkere signaler optræde flere steder på flere frekvensbånd. God filtrering i HF-filteret kan slække kravet til lav støj og lav forvrængning noget.

Kravene til klima- og langtidsstabilitet kan slækkes meget, ved at lade oscillatoren blive styret og være en del af et faselåst kredsløb (PLL). PLL har en referenceoscillator, som skal være yderst klima- og langtidsstabil og kan passende være en krystalstyret oscillator.

## HF-filter og oscillatorsporing
Endnu en ulempe/udfordring ved superheterodynmodtagere med afstemte HF-filtre (de fleste) er at oscillatorsignalets frekvens skal spore med HF-filterets midte. Ellers vil den ønskede kanal blive (asymmetrisk) dæmpet med dårligere demoduleret signalkvalitet og ringere følsomhed til følge.

## Superheterodynmodtager erstatning?
Efterfølgeren til superheterodynmodtageren er indtil videre en softwaredefineret radio, hvor dele af signalprocesseringen foregår i software.